# Курейское водохранилище
Курейское водохранилище — водоём на реке Курейка в Красноярском крае России. Водохранилище образовано плотиной Курейской ГЭС, построенной в 1975—2002 годах у посёлка Светлогорск. Площадь водохранилища 558 км², полный объём 9,96 км³.
Входит в Курейский каскад ГЭС и водохранилищ: ниже по течению планируется создание Нижнекурейского водохранилища после завершения строительства одноимённой ГЭС.
Водохранилище используется для питьевого и хозяйственно-бытового водоснабжения, гидроэнергетики и внутреннего водного транспорта. 
Курейское водохранилище является водным объектом рыбохозяйственного значения, однако специальные рыбохозяйственные попуски не предусмотрены. В водоеме обитают щука, окунь, сорога (плотва) и сиг.